# Ломизе, Иоланта Евгеньевна
Иола́нта Евге́ньевна Ломизе (р. 1937, Архангельск) — советский и российский искусствовед, эксперт живописи. Искусствовед-эксперт отдела экспертизы Государственной Третьяковской галереи.

## Биография
Иоланта Ломизе родилась в 1937 году в Архангельске.
Окончила отделение истории и теории искусства исторического факультета Московского государственного университета имени М. В. Ломоносова.
В 1965—1994 годах работала в отделе реставрации масляной живописи, в отделе экспертизы Всероссийского художественного научно-реставрационного центра имени И. Э. Грабаря.
В 1994—2017 годах работала искусствоведом-экспертом, старшим научным сотрудником отдела экспертизы Государственной Третьяковской галереи.
Автор экспертного заключения о подлинности ранней символистской картины Исаака Бродского «Вечерняя заря. У берегов Италии», которую Альфред Кох в апреле 2014 года пытался вывезти из России, в результате чего на Коха, к этому времени эмигрировавшего из России, было заведено уголовное дело по обвинению в контрабанде культурных ценностей (ч. 1 ст. 226.1 УК РФ).

## Участие в профессиональных и общественных организациях
- Член Ассоциации искусствоведов (АИС)[1].

## Награды и звания
- Заслуженный работник культуры Российской Федерации (29 декабря 1994) — за заслуги в области культуры и многолетнюю плодотворную работу[2]